# Leslie L. Lane
Leslie L. Lane (* 8. Mai 1941 in London) ist ein britischer Designer, der seit 1970 als Industriedesigner und bildender Künstler in Kärnten (Österreich) lebt.

## Leben
Leslie Lane studierte am Central Saint Martins College of Art and Design Industrial Design und Metallurgie. Als Designer arbeitete er für Philips in Eindhoven, in Mailand und in Klagenfurt. Nach seiner Mitarbeit in der Kärntner Firma Hirsch Armbänder, für die Lane das Logo und die bekannte Logoschließe in den 1970ern entwarf, machte er sich zunächst in Klagenfurt mit einem Büro für Industriedesign und Gebrauchsgrafik selbständig und betrieb später auch ein zweites Büro in Wien. Lane war verheiratet und hat zwei Söhne.
Er war nach dem aktiven Berufsleben als Designer Mitglied im Kulturgremium des Landes Kärnten.
Obwohl er kein Mitglied im Kunstverein für Kärnten war, hatte er bereits in den 1980er Jahren eine Einzelausstellung in der Kärntner Landesgalerie, dem heutigen Museum Moderner Kunst Kärnten. Lane war einige Jahre Mitglied der BV-Berufsvereinigung Kärntner Künstler. Als Künstler und Ausstellungsmacher ist er über die Grenzen Kärntens hinaus bekannt.
Leslie Lane hat über 700 Künstler ausgestellt, bereits in den 1970er Jahren Kunst am Arbeitsplatz initiiert und u. a. bei Firma Hirsch Armbänder etabliert.
Weitere Ausstellungsserien erfolgten  u. a. für Treibacher Chemische Werke, für die Lane auch das achteckige Logo entwarf, für die Wirtschaftskammer Kärnten und für das Amt der Kärntner Landesregierung.

## Werke im öffentlichen Raum
Die Stadt Klagenfurt kaufte seine Milleniumnadeln an. Mit 4,8 Meter Höhe steht die Skulptur an der Abfahrt der Süd Autobahn Klagenfurt Nord.
Eine weitere Stele steht im Skulpturen-Park des Kärntner Landeskrankenhauses. 
Zu seinen bekannten Designs zählen die in den späten 70ern entworfene und heute noch produzierte Substral-2-Liter-Flasche sowie die hängende Straßenbeleuchtung von Austria Email Licht- und Umwelttechnik AELUT, in einigen Österreichischen Städten.

## Auszeichnungen und Ausstellungen (Auswahl)
- 1982: Einzelausstellung Kärntner Landesgalerie, Landesmuseum Kärnten
- 1990: Adolf Loos Staatspreis Design[2]
- 2001: Ankauf „Stele“ Öl/Leinwand durch das Land Kärnten[3]
- 2002: Kurator ALPEN ADRIA DESIGN – Carinthia – Slovenia – Friuli-Venezia Giulia, Alpen-Adria-Galerie im Stadthaus Klagenfurt[4][5]
- 2002: Teilnahme an der Biennale Austria[6]
- 2002: „Überblick“ Ausstellung mit Josef Mikl, Hubert Scheibl, Drago Prelog, Siegfried Anzinger, Günther Förg, Franz Zadrazil, Fritz Wotruba u. a., Galerie Wolfgang Exner, Wien[7][8]
- 2002: Soloausstellung „Downkinsky“ Palais Kinsky, Wien
- 2003: Einzelausstellung galerie.kärnten Klagenfurt[9]
- 2004: Kurator der Ausstellung Industrie und Kunst, Treibacher Chemische Werke, Althofen[10]
- 2005: Ausstellung mit Gräfin Dita Zichy, Schloss Emmersdorf
- 2006: Teilnahme an der Biennale Austria[11]
- 2007: Kurator der Ausstellung David Sebastian Maier in der Wirtschaftskammer Klagenfurt[12]
- 2012: Publikation: Kunst am Bau in Kärnten, Verlag Buchhandlung Heyn, ISBN 978-3-7084-0466-0
- 2019: aktuelles Projekt Forest Football[13]